# Kellogg-Advanced-Ammonia-Prozess
Der Kellogg-Advanced-Ammonia-Prozess (KAAP) ist ein großtechnischer Prozess zur Herstellung von Ammoniak. Der Prozess basiert auf dem Haber-Bosch-Verfahren, nutzt aber einen Katalysator auf Basis von Ruthenium.

## Geschichte
BP und M.W. Kellogg begannen 1979 mit der Entwicklung eines neuen Katalysators auf Rutheniumbasis mit dem Ziel, die Produktivität gegenüber dem etablierten Katalysator auf Basis Eisen zu erhöhen. Schließlich wurde ein Katalysator auf einem Kohlenstoffträger und Promotoren entwickelt.
Die Gelegenheit für einen ersten Einsatz des Katalysators ergab sich beim Umbau der Ammoniakanlage der Ocelot Ammonia Company in British Columbia 1988. Der Umbau der Anlage wurde 1992 abgeschlossen, die Steigerung der Produktivität gegenüber dem herkömmlichen Verfahren betrug etwa 40 %.

## Verfahren
Der Katalysator wird in oxidierter Form in den Reaktor gebracht und bei etwa 300 °C mit Synthesegas reduziert. Der Prozess wird bei einem Druck von etwa 200 bar durchgeführt, wobei niedrigere Drücke möglich sind. Der Umsatz erfolgt in mehreren Katalysatorbetten, wobei das erste Katalysatorbett mit dem herkömmlichen Eisenkatalysator und die weiteren mit dem Rutheniumkatalysator betrieben werden.